# Gyógynövény-cigaretta

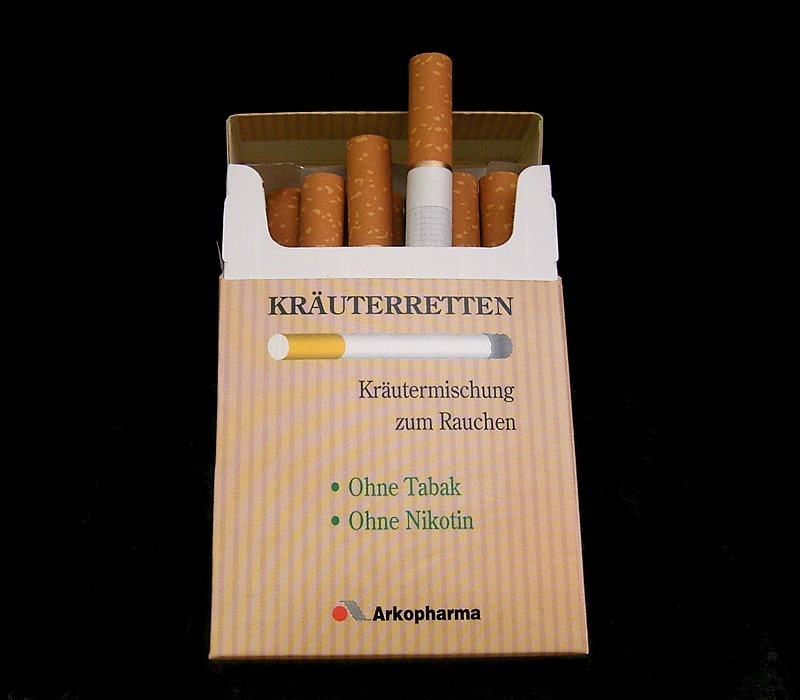
Egy csomag német Arkopharma növényi cigaretta

A gyógynövény-cigaretta olyan cigaretta, amely nem tartalmaz sem dohányt, sem nikotint. Előállításához természetes anyagokat: gyógynövényeket, mézet, szirupokat használnak fel, amelyek nem tartalmaznak függőséget okozó anyagokat. Ennek ellenére a gyógynövény-cigaretták füstje is tartalmaz olyan káros anyagokat, mint a hagyományos cigarettáké, például kátrányt és szén-monoxidot. Némely típusok ismertek arról, hogy enyhén pszichoaktívak, ezért ezeket a márkákat sokan kerülik.
Felhasználásuk két fő területe a színészet és a dohányosok leszoktatása. A gyógynövény-cigaretta lehetővé teszi, hogy nem dohányzó színészek dohányzó szereplőket jelenítsenek meg. A leszoktatásban az jelent segítséget, hogy megőrzi a cigarettázás szertartását, a rágyújtást és a füst beszívását, miközben elvonja a nikotint.

## Márkák
- Arkopharma (Arkopharma)
- Benjamins
- Ecstacy (Melrose)
- Guocao
- Han Cao
- Herbal Gold
- Herbala (Carica)
- Herbalette
- Honeyrose
- Honeysuckle
- Jambi
- Jieyanling
- Magic
- Nirdosh
- NosmoQ
- NTB (Arkopharma)
- Quism
- Smoke Free
- Stop-A-Habit (Carica)
- Thai Gong Herb

## Fordítás
- Ez a szócikk részben vagy egészben  a   Herbal cigarette című angol Wikipédia-szócikk fordításán alapul.  Az eredeti cikk szerkesztőit annak laptörténete sorolja fel. Ez a jelzés csupán a megfogalmazás eredetét és a szerzői jogokat jelzi, nem szolgál a cikkben szereplő információk forrásmegjelöléseként.
- Ez a szócikk részben vagy egészben  a   Kräuterette című német Wikipédia-szócikk fordításán alapul.  Az eredeti cikk szerkesztőit annak laptörténete sorolja fel. Ez a jelzés csupán a megfogalmazás eredetét és a szerzői jogokat jelzi, nem szolgál a cikkben szereplő információk forrásmegjelöléseként.